# Isabelle Schmid
Isabelle Schmid (* 1964) ist eine Schweizer Politikerin (Grüne).

## Leben
Isabelle Schmid wuchs in Klingnau auf. Sie absolvierte eine kaufmännische Ausbildung in Bad Zurzach und war anschliessend als Personalassistentin tätig. Isabelle Schmid ist Hausfrau und Anbieterin von Nostalgie-Kutschenfahrten. Sie ist verheiratet, Mutter von drei erwachsenen Kindern und lebt seit 2008 in Tegerfelden.

## Politik
Isabelle Schmid wurde 2020 in den Gemeinderat (Exekutive) von Tegerfelden gewählt, wo sie die Ressorts Bildung, Kultur, Sport, Freizeit, Vereine und Energie leitet. Sie vertritt die Gemeinde in der Energiekommission und der Kulturkommission Surbtal.
Isabelle Schmid errang 2021 mit ihrer Wahl in den Grossen Rat des Kantons Aargau zum ersten Mal einen Sitz für die Grünen im Bezirk Zurzach. Sie ist seit 2021 Mitglied der Kommission Aufgabenplanung und Finanzen.
Isabelle Schmid ist Vorstandsmitglied des Historischen Vereins Zurzach.